# Victory Records
La Victory Records è un'etichetta discografica fondata da Tony Brummel e con sede a Chicago, Illinois.
Il fondatore è divenuto celebre per la sua critica al negozio di download digitale della Apple, iTunes, il quale, secondo il produttore, «ruba l'anima alla  musica». Attualmente, comunque, la musica pubblicata dalla Victory è acquistabile anche su iTunes, mostrando come Brummel sia tornato sui suoi passi.; alcuni album della Victory sono stati pubblicati anche dalla iTunes australiana.

## Storia
Originalmente incentrata sui gruppi hardcore punk, la Victory si è poi specializzata anche nel metalcore, nell'indie rock, nel post-hardcore, nello ska punk e nel pop rock. L'etichetta ha pubblicato diversi album che hanno venduto oltre 250 000 copie, tra le quali il disco di platino The Silence in Black and White, il triplo disco d'oro If Only You Were Lonely, entrambi degli Hawthorne Heights, e gli album dei Taking Back Sunday Tell All Your Friends e Where You Want to Be.
All'inizio del 2002, il 25% dell'etichetta è stato acquisito dalla Universal Music Group. L'operazione, comunque, è stata ritirata l'anno successivo dalla Victory. La Victory è attualmente distribuita dalla RED Distribution, di proprietà della Sony Music.